# ترکی (کارولینای شمالی)
ترکی (به انگلیسی: Turkey) شهری در ایالت کارولینای شمالی کشور ایالات متحده آمریکا است که جمعیت آن در سرشماری سال ۲۰۱۰ میلادی، ۲۹۲ نفر بوده‌است.